# Nederpopshow
De Nederpopshow is een televisieprogramma van de Nederlandse omroep VPRO dat wekelijks wordt uitgezonden op Nederland 3. Het programma draait om een quiz met betrekking tot Nederpop en de Nederlandse moderne muziekgeschiedenis, en bevat daarnaast volop liveoptredens. De Nederpopshow wordt mede mogelijk gemaakt door Buma Cultuur.
Het programma werd geïntroduceerd in maart 2010 en werd aanvankelijk gepresenteerd door Eric Corton. Initiatiefnemers waren Fons Dellen en Robert Lagendijk. Na een succesvol eerste seizoen werd al snel een tweede serie uitgezonden, ditmaal gepresenteerd door Frank Lammers. In deze tweede serie werd iedere aflevering afgesloten met een "3VOOR12 Showcase": Een optreden van nieuwe bands die hiermee een optreden op het Sziget-festival konden winnen. De deelnemers aan de quiz kenden punten toe aan de bands en de 3VOOR12-jury besloot uiteindelijk dat van de drie winnaars de band Shaking Godspeed naar Sziget zou worden gestuurd.